# Erdkampfabzeichen der Luftwaffe

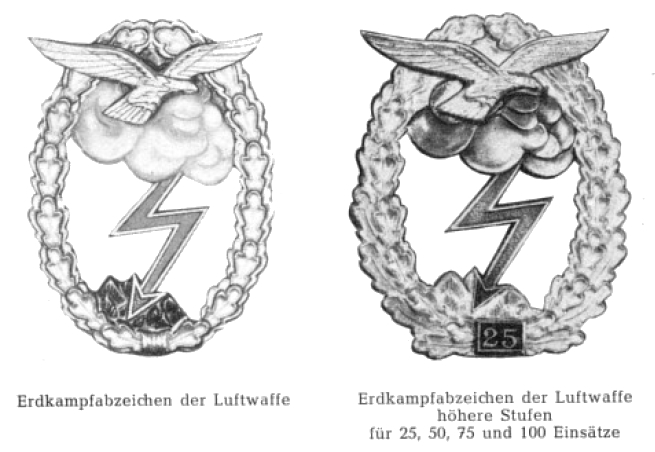
Gevechtsinsigne van de Luftwaffe in de na 1957 toegestane uitvoeringen

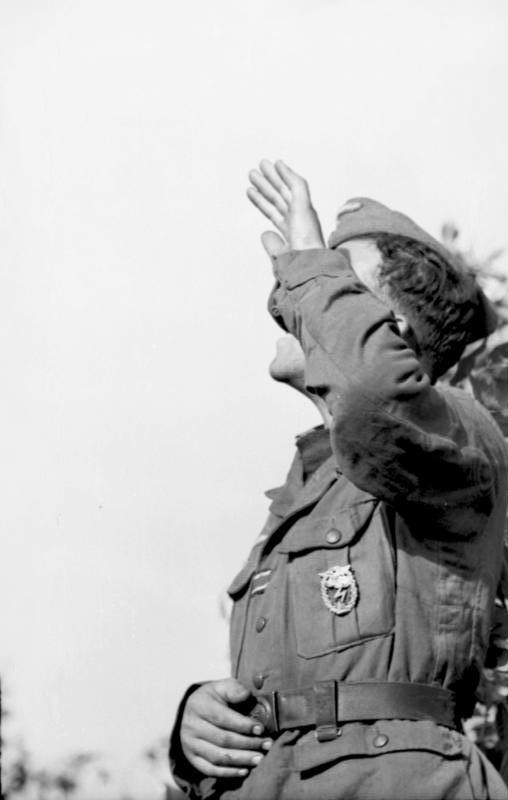
Soldaat van de Luftwaffe met Erdkampfabzeichen op de borst

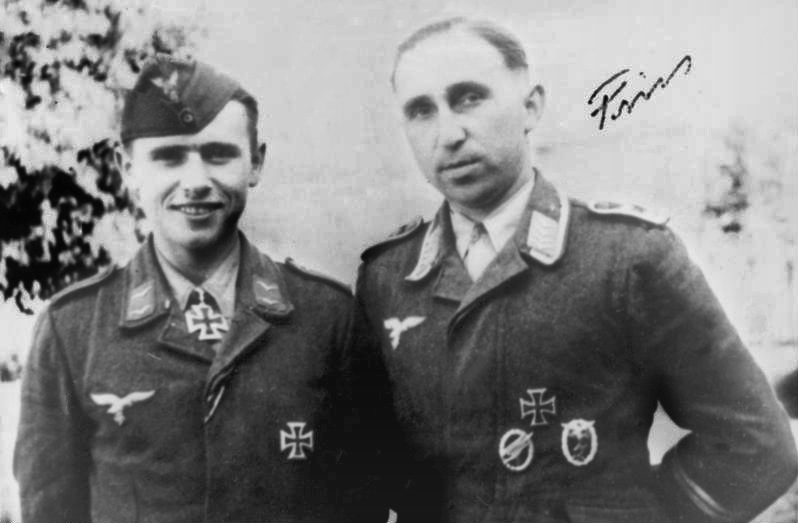
Links een ridderkruisdrager van het IJzeren Kruis 1939 en rechts een soldaat van de Luftwaffe met Erdkampfabzeichen op de borst

Het Erdkampfabzeichen der Luftwaffe (Nederlands: Luchtmachtinsigne voor grondgevechten) was een Duitse militaire onderscheiding tijdens de Tweede Wereldoorlog. In de loop van de oorlog vochten de manschappen van de Luftwaffe steeds vaker op de grond hun gevechten uit. De parachutisten, een elite-eenheid van de Luftwaffe, hadden dat al eerder in de oorlog gedaan.
De onderscheiding werd op 31 maart 1942 door de opperbevelhebber van de Luftwaffe, rijksmaarschalk Hermann Göring, ingesteld en kon worden toegekend aan alle leden van de Duitse luchtmacht die zich hadden onderscheiden door uitstekende prestaties (ausgezeichnete Kampfleistungen) tijdens de gevechten op de grond.
De onderscheiding was alleen bestemd voor individuele officieren, onderofficieren en manschappen van de Luftwaffe, en kon na 22 februari 1943 ook postuum worden toegekend. Op 28 januari van dat jaar was al vastgelegd dat verbindings- en medisch personeel ook in aanmerking kwam. Dan moesten zij hebben bijgedragen aan het verzorgen en redden van gewonden, ook onder vijandelijk vuur.
Men moest om voor dit insigne in aanmerking te komen drie dagen in de frontlinie hebben gevochten. De luftwaffeleiding verwachtte deelname aan Sturmangriffe (het doorbreken van de vijandelijke linie) of aan Nahkämpfe, man-tegen-mangevechten.
De deelname aan succesvolle gevechtsoperaties of getoond leiderschap was op zich niet voldoende voor de toekenning van het Erdkampfabzeichen. Voor de inzet in de strijd tegen luchtdoelen was toekenning van een Erdkampfabzeichen uit den boze.
De gedecoreerden ontvingen behalve het insigne ook een diploma.
Personeel van de luchtmacht dat al vóór 1 maart 1942 een vergelijkbare onderscheiding van het leger, zoals het  Allgemeines Sturmabzeichen of het Infanterie-Sturmabzeichen, toegekend had gekregen, moest dit inruilen tegen een Erdkampfabzeichen der Luftwaffe.

## Graden
Oorspronkelijk was er maar één Erdkampfabzeichen der Luftwaffe maar het verloop van de oorlog noopte de Luftwaffe tot het instellen van graden of "'Stufen'". In een Besluit van 10 november 1944 keurde Göring goed dat de Erdkampfabzeichen in het vervolg van cijfers zouden worden voorzien. Er kwam geen gouden of zilveren Erdkampfabzeichen.
- 1e Graad zonder getal was het Erdkampfabzeichen zoals dat al bestond
- 2e Graad met het getal 25
- 3e Graad met het getal 50
- 4e Graad met het getal 75
- 5e Graad met het getal 100

De toekenning van een Erdkampfabzeichen met nummer kon in de chaotische periode van militaire, economische en organisatorische ineenstorting voor zover bekend niet meer worden gerealiseerd. Er zijn wel aantekeningen in soldijboekjes bekend waarin wordt geattesteerd dat een militair recht heeft op een Erdkampfabzeichen der Luftwaffe met een nummer.

## Versiersel
Het ovale opengewerkte insigne vertoont in het midden een gestileerde bliksemflits die uit donkere wolken in de aarde neerslaat. De rand van het insigne is een ovale krans van eikenbladeren. Op de wolk is het symbool van de Duitse luchtmacht, een naar rechts vliegende adelaar met de swastika in de klauwen te zien.
Meestal is het gebruikte materiaal zink, maar ook oorlogsmetaal ("Buntmetall"), een goedkope en inferieure legering, komt voor. Het metaal is gedeeltelijk zwartgemaakt en gepatineerd. De afmetingen zijn 56 x 43,7 millimeter en een typisch versiersel weegt ongeveer 33 gram. Ook de samenstelling uit "Tombakbronze u. Feinzink" wordt gemeld. De insignes bestonden soms uit één stuk, maar er zijn ook originelen uit twee onderdelen, met opgeplakte adelaar, bekend.

## Draagwijze
Officieren droegen het door de graficus en textielkunstenaar professor Sigmund von Weech uit Berlijn (1888-1982) ontworpen metalen insigne op de linkerborst, en onderofficieren en soldaten droegen, volgens voorschrift, oorspronkelijk een geborduurd insigne. In de praktijk werden de metalen insignes door alle rangen gedragen. Zij werden met een naald en naaldhouder vastgemaakt aan het uniform.
Na 8 mei 1942 mochten de geborduurde Erdkampfabzeichen der Luftwaffe niet meer worden gedragen.
Het Erdkampfabzeichen der Luftwaffe mocht op alle uniformen van de krijgsmacht, de partij en de organen van de Duitse staat worden gedragen. Voor burgerkleding was een gereduceerde vorm van het insigne met een diameter van 16 mm voorgeschreven. Dat mocht op de linker revers van de jas worden gedragen.

## Het Erdkampfabzeichen der Luftwaffe na de oorlog
Na de oorlog verboden de geallieerden het dragen van alle Duitse orden en onderscheidingen. In de zogenaamde DDR is dat verbod steeds van kracht gebleven. In de Bondsrepubliek Duitsland mocht men na 1957 een gedenazificeerd insigne, dus zonder swastika, dragen. Deze Erdkampfabzeichen der Luftwaffe mochten ook van een getal, corresponderend met een van de eerder vastgelegde graden, zijn voorzien.
Van dit schaarse en daarom kostbare versiersel zijn veel vervalsingen en kopieën in omloop. De door de firma GH Osang in Dresden gefabriceerde originelen zijn onder druk gevormd uit zink of oorlogsmetaal en vervolgens verzilverd. De details zijn daarom scherper dan die van de nagegoten kopieën. Op de bovenste wolk is de signatuur GH OSANG -/- DRESDEN - te vinden. Ook de fabrikant "G.B." is van stempels bekend. Zeer gedetailleerde en fragiel uitgevoerde gedenazificeerde Erdkampfabzeichen kwamen uit de fabriek van Deumer.